# Negação de área
A negação de área é uma estratégia de guerra assimétrica em que um Estado militarmente mais fraco procura impedir ou dificultar que um Estado agressor utilize livremente de determinadas áreas, regiões geográficas ou de determinados meios (terrestre, naval ou aéreo) para lhe atacar.  
O objetivo central é impedir ou criar grandes dificuldades para que um inimigo consiga atuar livremente em determinada área, que poderia ser utilizada para deslocar sistemas de armas e capacidades militares superiores. A área negada ou interditada ao inimigo em questão pode estar localizada proximamente ou diretamente dentro de um cenário de conflagração. O processo de negação de área pode envolver diversos tipos de sistemas de armas, que em conjunto, ampliam significativamente o grau de incerteza que o inimigo vai enfrentar. Ao negar o uso de determinadas áreas ou meios de ataque, o Estado militarmente mais fraco reduz os efeitos da vantagem tecnológica ou quantitativa que o inimigo tecnologicamente superior poderia ter inicialmente.
Principais armas antiacesso e de negação de área

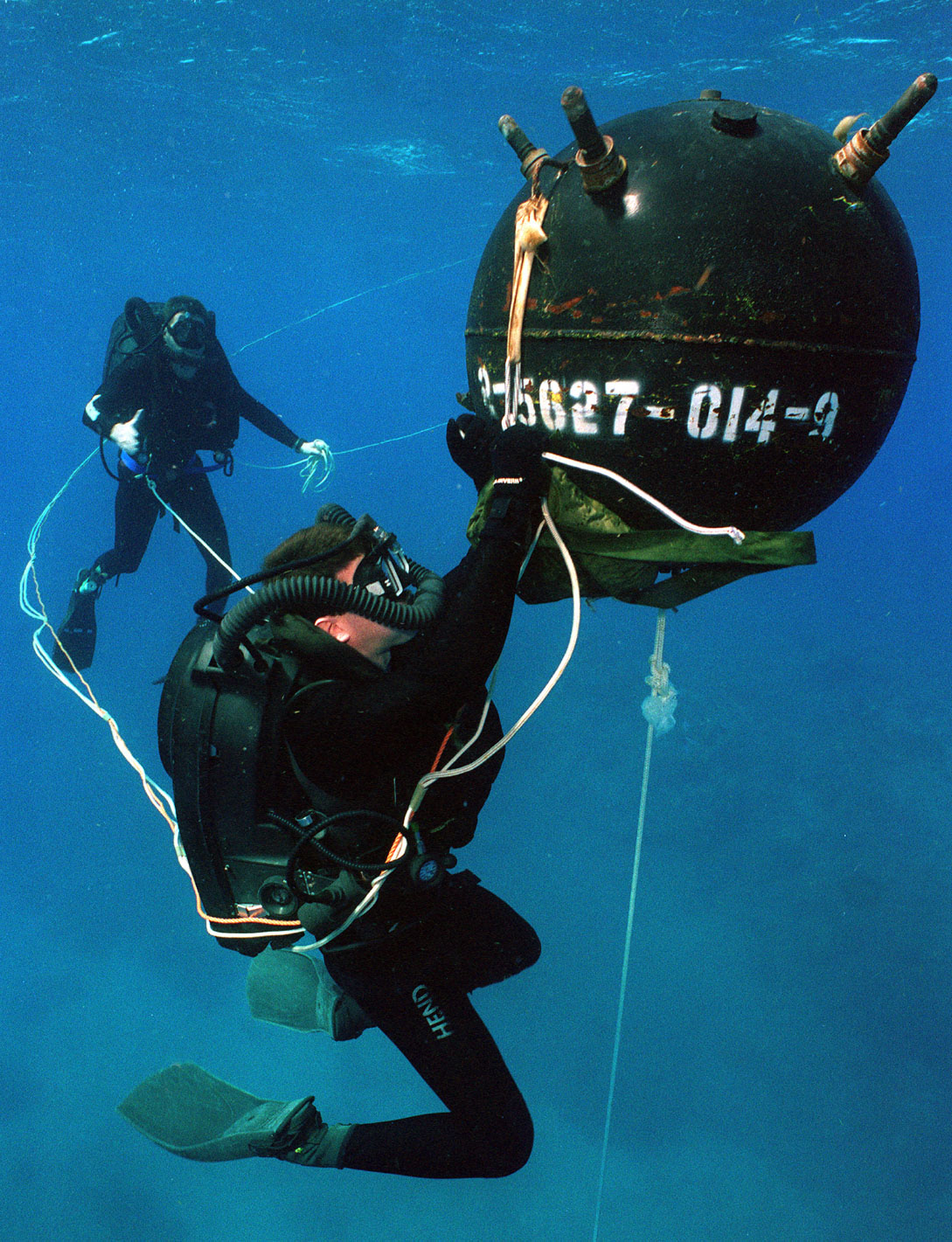
Mergulhadores da Marinha dos EUA em um perigoso procedimento de desminagem. As minas anti-navio tradicionais inviabilizam o uso de determinadas áreas do mar para a passagem de quaisquer modalidades de navios.

Dentre as principais armas anti-acesso e de negação de área, destacam-se, no meio terrestre, as armadilhas anti-pessoal, minas antipessoal e minas anticarro e mísseis antitanque. 
No meio naval, as principais armas antiacesso e de negação de área são os mísseis antinavio, as minas antinavio, torpedos de supercavitação e, também, os submarinos e minissubmarinos. 
No campo do combate aéreo, os principais sistema de negação de área envolve os mísseis antiaéreos como os SAMs e a artilharia antiaérea, destacando-se como as variantes de maior poder de dissuasão os sistemas lançadores móveis. 
No campo de batalha espacial, podem vir a se consolidar como armas de negação de área os mísseis antissatélite e algumas modalidades de armas de energia dirigida como lasers ou microondas de alta potência, além de sistemas de armas emissoras de pulsos eletromagnéticos.